# Hughes (Alaska)
Hughes (Hut’odlee Kkaakk’et) è un comune degli Stati Uniti d'America, situato nello Stato dell'Alaska e in particolare nella Census Area di Yukon-Koyukuk.